# Russell Hayden
Russell "Lucky" Hayden, nato Hayden Michael Lucid (Chico, 12 giugno 1912 – Palm Springs, 9 giugno 1981), è stato un attore statunitense.

## Vita privata
Si sposò due volte: dal 1938 al 1943 con l'attrice Jan Clayton, e dal 1946 fino alla morte con l'attrice Lillian Porter.

## Filmografia parziale
- Rustlers' Valley, regia di Nate Watt (1937)
- Sunset Trail, regia di Lesley Selander (1939)
- Knights of the Range, regia di Lesley Selander (1940)
- Three Men from Texas, regia di Lesley Selander (1940)
- Cowboy G-Men – serie TV, 39 episodi (1952-1953)